# Simone Streng
Simone Streng (Wenns, 15 gennaio 1987) è un'ex sciatrice alpina e sciatrice freestyle austriaca specialista dello slalom speciale.

## Biografia

### Stagioni 2003-2007
Originaria di Piller di Fließ e attiva in gare FIS dal dicembre del 2002, la Streng esordì in Coppa Europa il 5 febbraio 2005 a Castelrotto in supergigante (32ª) e quello stesso anno partecipò anche ai Mondiali juniores di Bardonecchia. L'esordio in Coppa del Mondo avvenne il 21 dicembre 2006 nello slalom speciale di Val-d'Isère, in cui giunse 21ª.
Nel 2007 conquistò il primo podio in Coppa Europa, il 6 gennaio a Melchsee-Frutt in slalom speciale (3ª), e ai Mondiali juniores di Altenmarkt-Zauchensee/Flachau vinse la medaglia di bronzo nella medesima specialità, dietro alla slovena Ilka Štuhec e alla tedesca Katharina Dürr.

### Stagioni 2008-2012
Il 9 dicembre 2007 ottenne il suo miglior piazzamento in Coppa del Mondo, ad Aspen sempre in slalom speciale (15ª), e il 24 gennaio 2008 colse la sua unica vittoria, nonché secondo e ultimo podio, in Coppa Europa, a Sankt Moritz in supercombinata. Il 18 dicembre 2009 prese per l'ultima volta il via in Coppa del Mondo a Val-d'Isère nella medesima specialità (31ª), e si ritirò al termine di quella stessa stagione 2009-2010; la sua ultima gara fu la discesa libera dei Campionati austriaci juniores 2010, disputata il 22 marzo a Innerkrems e non completata dalla Streng. In carriera non prese parte a rassegne olimpiche o iridate.
Nel 2012 tornò brevemente a gareggiare prendendo parte ai Campionati austriaci di freestyle, dove conquistò la medaglia di bronzo nello ski cross.

## Palmarès

### Sci alpino

#### Mondiali juniores
- 1 medaglia:
  - 1 bronzo (slalom speciale ad Altenmarkt-Zauchensee/Flachau 2007)

#### Coppa del Mondo
- Miglior piazzamento in classifica generale: 96ª nel 2008

#### Coppa Europa
- Miglior piazzamento in classifica generale: 36ª nel 2007
- 2 podi:
  - 1 vittoria
  - 1 terzo posto

##### Coppa Europa - vittorie
| Data            | Località     | Paese    | Specialità |
| --------------- | ------------ | -------- | ---------- |
| 24 gennaio 2008 | Sankt Moritz | Svizzera | SC         |

Legenda:

SC = supercombinata

#### Campionati austriaci
- 2 medaglie:
  - 1 argento (slalom speciale nel 2007)
  - 1 bronzo (slalom speciale nel 2005)

### Freestyle

#### Campionati austriaci
- 1 medaglia:
  - 1 bronzo (ski cross nel 2012)